# آسن
شهر آسن (به هلندی: Assen) پایتخت استان درنته در کشور هلند است. جمعیت این شهر 68 هزار نفر است. این شهر بیشتر از هر چیز بخاطر پیست بین المللی موتور سواری "تی تی" شهرت دارد و معمولا در فصل تابستان بخشی از مسابقات موتور جی پی در آن برگزار می شود و در همان دوران در شهر نیز فستیوال تی تی به مناسبت مسابقات جشن گرفته می شود. از دیگر جاذبه های توریستی شهر آسن می توان به موزه درنتس اشاره کرد که در سال 2018 میلادی آثار تاریخی ایران را نیز به نمایش گذاشت.

## تاریخ
منطقه ای که اکنون به آسن شهرت دارد از حدود 80 هزار سال پیش سکونتگاه انسانهای نئاندرتال بود و ابزار آلات مورد استفاده آنها به تازگی کشف شده است. از حدود 5 هزار سال پیش آسن کنونی محل کشت و کار و مزرعه بوده است ولی زمان نقل مکان صومعه ماریا به عنوان تاریخ شکل گیری آسن شناخته می شود.
تا قرن سیزدهم میلادی منطقه ای که اکنون آسن نامیده می شود فقط شامل چند مزرعه بود. در سال 1259 میلادی راهبه های صومعه ماریا به این منطقه نقل مکان کردند. بعد از گذشت قرن ها و به دلیل وجود این صومعه این منطقه گسترش یافت و اکنون به پایتخت استان درنته تبدیل شده است.
در تاریخ 13 مارس سال 1809 میلادی آسن توسط لویی بناپارت پادشاه وقت هلند رسماً از روستا به شهر تبدیل شد، در آن زمان آسن 150 خانه و 700 نفر ساکن داشت و به دلیل شهرت و جایگاه فرمانداران شهر پایتخت استان درنته لقب گرفت.

## جمعیت
ساکنین این شهر را بیشتر افراد غیر مهاجر و هلندی تشکیل می دهند. در سال 2020 جمعیت این شهر حدود 68 هزار نفر تخمین زده شد. بیشتر مردم شهر آسن یعنی حدود 20 هزار نفر حدود 25 تا 45 سال سن دارند هر چند تعداد جمعیت جوان این شهر یعنی از 0 تا 15 سال نیز کم نیست و تا 10 هزار نفر تخمین زده می شود.